# America (pel·lícula de 1924)
America és una pel·lícula americana de cinema mut escrita i dirigida per D. W. Griffith el 1924. Entra dins del gènere drama històric bèl·lic i el guió es basa en el romanç The Reckoning, de Robert W. Chambers, que descriu esdeveniments de la Guerra de la Independència dels Estats Units.

## Argument
Els protagonistes de la història són els britànics que estan al nord de Nova York i els patriotes colonials de Massachusetts i Virgínia. El capità general britànic Walter Butler (Lionel Barrymore), un partidari lleial i despietat del rei, lidera els indígenes nord-americans iroquesos a atacs contra els colons, inclosa la massacre de dones i nens.
A Lexington, Massachusetts, Nathan Holden (Neil Hamilton) treballa com a genet i missatger del Comitè de Seguretat Pública de Boston. En una missió en la qual ha de lliurar un missatge a la legislatura de Virgínia, coneix Nancy Montague (Carol Dempster) i s'enamora d'ella. Però el pare d'ella, Justice Montague (Erville Alderson), un jutge conservador, no veu bé una relació amb un missatger. El capità Butler intenta sense èxit festejar a Nancy. Nathan i Nancy declaren que independentment de quin costat lluitin, sempre s'estimaran. Mentre està a Massachusetts, Nathan Holden dispara accidentalment a Justice Montague. El germà de Nancy Montague, Charles Montague (Charles Emmett Mack), està influït per l'heroisme de George Washington i decideix que vol donar suport als colons. Tot i això, mor poc després de ser ferit a la batalla de Bunker Hill. Nancy amaga la veritat del seu pare quan li diu que el seu germà va morir lluitant per la corona.
Nancy i el seu pare viatgen a Mohawk Valley, a Nova York, fins a la casa del seu oncle Ashleigh Montague mentre Holden visita George Washington (Arthur Dewey) a Valley Forge. És enviat a Nova York amb els assaltants de Morgan per organitzar els atacs dels nadius americans cap al nord. Butler ocupa la finca de Montague. Els seus homes maten el germà de Montague i arresta Montague i empresona a Nancy. Holden arriba per espiar Butler i escolta els seus plans per a un atac sagnant. Fa sonar l'alarma. Butler planeja forçar a Nancy, però els nadius americans decideixen atacar immediatament i Butler es veu obligat a unir-se a ells. Nancy s'escapa quan Butler marxa a la batalla, i ella i Montague arriben a la seguretat del fort abans de la batalla. Els assaltants realitzen un atac implacable al fort, i trenquen les defenses i assassinen a molta gent. Els homes de Morgan arriben i alliberen el fort, salvant les vides de Montague i Nancy. Un grup independent de milíciants i nadius americans persegueixen i maten a Butler, posant punt final al seu pla. Montague permet que Holden i Nancy estiguin junts. La pel·lícula conclou amb la rendició del general Cornwallis i l'arribada de la presidència de George Washington.

## Repartiment
- Neil Hamilton... Nathan Holden
- Erville Alderson ... Justice Montague
- Carol Dempster... Nancy Montague
- Charles Emmett Matt ... Charles Montague
- Lee Beggs ... Samuel Adams
- John Dunton ... John Hancock
- Arthur Donaldson ... rei Jordi III
- Charles Bennett... William Pitt
- Downing Clarke ... Lord Chamberlain
- Frank Walsh ... Thomas Jefferson
- Frank McGlynn Sr.... Patrick Henry
- Arthur Dewey ... George Washington
- P.R. Scammon ... Richard Henry Lee
- Lionel Barrymore... capità Walter Butler
- Sydney Deane ... sir Ashley Montague
- Edward Roseman ... capità Montour